# Предатель (фильм, 2019)
Предатель (итал. Il traditore) — биографический фильм-драма 2019 года, поставленный итальянским режиссером Марко Беллоккьо. Мировая премьера ленты состоялась 23 мая 2019 года на 72-м Каннском международном кинофестивале.

## Сюжет
В начале 80-х годов между сицилийскими боссами разгорается полномасштабная война. Мафиози Томмазо Бушетта сбегает в Бразилию, чтобы укрыться там от преследований. На родине бандиты сводят счеты, и союзников Бушетты убивают одного за другим. После ареста бразильская полиция отправляет Бушетту обратно в Италию, где он принимает решение, которое всецело изменит историю мафии. Он встречается с судьей Фальконе и нарушает вечную клятву, данную им Коза Ностра.

## В ролях
- Пьерфранческо Фавино — Томмазо Бушетта
  - Джованни Кроцца — юный Томмазо Бушетта
- Мария Фернанда Кандиду — Мария Кристина
- Луиджи Ло Кашо — Сальваторе Конторно
- Фаусто Руссо Алези — судья Джованни Фальконе
- Никола Кали — Сальваторе Риина
- Фабрицио Ферракане — Пиппо Кало
- Гоффредо Мария Бруно — Стефано Бонтате
- Пиппо ди Марка — Джулио Андреотти
- Мария Амато — Мельхиорра Бушетта

## Награды и номинации
- 2019 — участие в основной конкурсной программе Каннского кинофестиваля.
- 2019 — участие в конкурсной программе Мюнхенского кинофестиваля.
- 2019 — 4 номинации на премию Европейской киноакадемии: лучший европейский фильм, лучший европейский режиссёр (Марко Беллоккьо), лучший европейский актёр (Пьерфранческо Фавино), лучший европейский сценарист (Марко Беллоккьо, Людовика Рампольди, Валия Сантелла, Франческо Пикколо).
- 2019 — 7 премий «Серебряная лента»: лучший фильм, лучшая режиссура (Марко Беллоккьо), лучший сценарий (Марко Беллоккьо, Людовика Рампольди, Валия Сантелла, Франческо Пикколо), лучший актёр (Пьерфранческо Фавино), лучший актёр второго плана (Луиджи Ло Кашо), лучшая музыка (Никола Пьовани), лучший монтаж (Франческа Кальвелли). Кроме того, лента получила 4 номинации: лучший продюсер, лучшая операторская работа (Владан Радович), лучший дизайн костюмов (Дария Кальвелли), лучший звук.
- 2020 — 6 премий «Давид ди Донателло»: лучший фильм, лучшая режиссура (Марко Беллоккьо), лучший оригинальный сценарий (Марко Беллоккьо, Людовика Рампольди, Валия Сантелла, Франческо Пикколо), лучший актёр (Пьерфранческо Фавино), лучший актёр второго плана (Луиджи Ло Кашо), лучший монтаж (Франческа Кальвелли). Кроме того, лента получила 12 номинаций: лучший продюсер, лучшая актриса второго плана (Мария Амато), лучший актёр второго плана (Фабрицио Ферракане), лучшая операторская работа (Владан Радович), лучшая музыка (Никола Пьовани), лучшая работа художника-постановщика (Андреа Касторина), лучший дизайн костюмов (Дария Кальвелли), лучший грим (Далия Колли, Лоренцо Тамбурини), лучшие причёски (Альберта Джулиани), лучшие визуальные эффекты (Родольфо Мальяри), лучший звук, молодёжный «Давид» (Марко Беллоккьо).
- 2020 — номинация на премию «Сезар» за лучший иностранный фильм.
- 2021 — номинация на премию «Орлы» за лучший европейский фильм.